# Karel Urbánek (Politiker)
Karel Urbánek (* 22. März 1941 in Bojkovice) ist ein ehemaliger kommunistischer tschechoslowakischer Politiker.

## Herkunft
Nach seinem Studium an der Hochschule für das Eisenbahnwesen war Urbánek von 1962 bis 1973 als Bahnhofsvorsteher und -inspekteur tätig.

## Politische Aktivitäten und Aufstieg innerhalb der Partei
Seit 1973 arbeitete er als hauptberuflicher Funktionär der  Kommunistischen Partei der Tschechoslowakei (KPTsch) in verschiedenen Parteifunktionen. Seit 1974 war er im Südmährischen Regionalkomitee der (KPTsch) tätig, später (1982) wurde er zu einem der Sekretäre des Stadtkomitees Brno (Brünn) gewählt. 1984 wurde er Erster Sekretär des Brnoer Stadtkomitees der KPTsch, 1986 Mitglied des Zentralkomitees (ZK) und 1988 Mitglied des Präsidiums des ZK der KPTsch. 

## An der Spitze der Partei
Nach dem Sturz von Miloš Jakeš im Zuge der samtenen Revolution wurde er am 24. November 1989 zum Generalsekretär des Präsidiums der KPTsch gewählt. Dieses Amt bekleidete er jedoch nur bis zum 21. Dezember 1989, als das Amt des Generalsekretärs im Zuge einer Parteireform zu Gunsten des Amtes eines „Parteivorsitzenden“ gestrichen wurde. Als solcher wurde der ehemalige Ministerpräsident Ladislav Adamec sein Nachfolger an der Spitze der Partei, anschließend wirkte er noch kurzzeitig in der Kontrollkommission der Partei mit. 
Im Juli 1990 zog er sich aus dem politischen Leben zurück, blieb jedoch Mitglied der KPTsch als auch bis heute der Kommunistischen Partei der 1993 gegründeten Tschechischen Republik.